# أربعة صغيرة (قرية)
أربعة صغيرة قرية سوريّة  تتبع إداريّاً لمحافظة حلب منطقة منبج ناحية أبو كهف، بلغ تعداد سكانها 711 نسمة حسب التعداد السكاني لعام 2004.